# Antonio Bariffi
Antonio Bariffi (1928 – 2 agosto 2012) è stato un hockeista su ghiaccio e dirigente sportivo svizzero che giocò nelle file dell'HC Lugano e in seguito rivestì il ruolo di presidente della Lega Svizzera di hockey su ghiaccio.

## Carriera

### Club
Fu giocatore dell'HC Lugano quando ancora si disputavano le partite sui laghetti di Muzzano e Loreto. Inoltre è stato uno dei pionieri dell'hockey luganese. In seguito è stato speaker alla Resega e membro del Comitato tra il 1957 e il 1965. Negli ultimi anni è rimasto vicino ai colori bianconeri, operando nel Gruppo di Sostegno dell'Hockey Club Lugano.

### Dirigente
Ha rivestito due cariche significative a livello elvetico: fu presidente della Lega Svizzera di hockey su ghiaccio e capo-delegazione rossocrociata in occasione dei Giochi olimpici invernali di Sapporo (in Giappone) nel 1972.